# Mount Abbot (Vereinigte Staaten)
Der Mount Abbot ist ein 4179 m hoher Berg in der Sierra Nevada im Bundesstaat Kalifornien der Vereinigten Staaten. Er liegt auf der Grenze zwischen dem Fresno County und dem Inyo County in der John Muir Wilderness. Er ist nach dem US-amerikanischen Offizier und Pionier Henry Larcom Abbot benannt.

## Umgebung
Im Osten und Nordosten liegen mehrere Seen, die vom Rock Creek durchflossen werden. Nordwestlich fließt der Mills Creek, der in den einige Kilometer entfernten Lake Thomas A Edison mündet. Im Südwesten liegt der Lake Italy. Gipfel in der Umgebung sind der Ruby Peak und der Mount Mills im Norden, der Mount Morgan im Nordosten, der Mount Dade und Bear Creek Spire nicht weit entfernt im Südosten, der Mount Julius Caesar im Süden und der Mount Gabb im Südwesten. Die Dominanz beträgt nur etwa 1,88 km, der Berg ist also die höchste Erhebung im Umkreis von 1,88 km. Er wird überragt von dem südwestlich liegenden Mount Gabb.